# Малицкий, Неофит Владимирович
Неофи́т Влади́мирович Мали́цкий (24 августа (5 сентября) 1871, село Белка, Кременецкий уезд, Волынская губерния, Российская империя— 18 февраля 1935, Омская область, Тюмень, РСФСР, СССР) — историк, архивист, магистр богословия, основатель и первый руководитель архивной службы Владимирской губернии, исследователь истории Владимирского края, статский советник.

## Биография
Родился в семье протоиерея.
В 1885 году по первому разряду окончил Кременецкое духовное училище, в 1891 году также по первому разряду Волынскую духовную семинарию. В 1895 году окончил Санкт-Петербургскую духовную академию, где в 1903 году защитил магистерскую диссертацию. В 1896 году окончил Санкт-Петербургский археологический институт.
С 1896 года преподаватель библейской и церковной истории и немецкого языка во Владимирской духовной семинарии, одновременно с 1901 года преподаватель церковной истории во Владимирском епархиальном женском училище.
Коллежский асессор (1899), надворный советник, правитель дел и пожизненный член Владимирской губернской ученой архивной комиссии (1900) и член её редакционной комиссии (1915),  наблюдатель консисторского архива, делопроизводитель Владимирского отдела Императорского православного палестинского общества (1902), редактор «Владимирских епархиальных ведомостей» (1903), коллежский советник (1904), член-сотрудник Императорского археологического института (1906), пожизненный член-сотрудник Императорского православного палестинского общества, статский советник (1907), секретарь Всероссийского съезда деятелей духовной школы и Владимирского епархиального съезда духовенства и мирян, делегат Всероссийского съезда духовенства и мирян, лектор во Владимирском народном университете (1917).
В 1917—1918 годах член Поместного собора Русской православной церкви как мирянин от Владимирской епархии, секретарь XX, член III, XIII отделов.
В июне 1918 года старший секретарь Владимирского епархиального экстренного съезда, с июля 1918 года секретарь Владимирского епархиального совета, с октября уполномоченный от Главного архивного управления по организации государственного архива во Владимирской губернии.
с 1919 года заведующий Владимирским губернским архивным бюро, организовал приём на хранение документов из ликвидированных и новых учреждений, дворянских усадеб. Одновременно в 1920–1924 годах лектор в Ковровском университете, преподаватель истории, товарищ председателя правления, заведующий политико-производительным отделом и проректор во Владимирском практическом институте народного образования, председатель (с 1925 г. член правления) Владимирского губернского научного общества по изучению местного края, преподаватель истории культуры во Владимирском педагогическом техникуме, секретарь Временного комитета Владимирского отдела ассоциации Центральной промышленной области.
В 1922 году примкнул к обновленчеству, в 1923 г. основной докладчик на Владимирском епархиальном съезде духовенства и мирян, инициатор изъятия мощей из храмов и передачи церковных зданий и ценностей Главмузею.
С 1926 году заведующий архивом Губернского совета профсоюзов, сотрудник губернской плановой комиссии, член Владимирского городского совета, секретарь президиума Комиссии по изучению производительных сил губернии. С 1929 года научный сотрудник во Владимирском городском архивном бюро.
26 июля 1931 года арестован и по ст. 58-10, 58-11 выслан на 3 года на Урал. Преподавал в Тюменском сельскохозяйственном техникуме. Скончался 18 февраля 1935 года в Тюмени. Позднее реабилитирован.
Владел французским, немецким, английским и польским языками.

## Семья
Отец — протоиерей Владимир Иванович Малицкий (1847—1909).
Брат — российский искусствовед Николай Владимирович Малицкий.
Жена — Валентина Орестовна.
Сын — Борис.

## Награды
Награждён орденами св. Станислава III степени (1901) и св. Анны III степени (1905).

## Память

Мемориальная доска Малицкому во Владимире

На д. 3 по улице Свердлова в городе Владимир Н. В. Малицкому установлена мемориальная доска.